# CBS Telenoticias
A CBS Telenoticias (grafada como CBS Telenotícias no Brasil, anteriormente conhecida apenas como Telenoticias) foi um canal de televisão por assinatura de notícias operado pela rede norte-americana CBS, com sede em Miami. Foi o primeiro canal de notícias que transmitiu a sua programação nas línguas espanhola e portuguesa para a América Latina.

## História
O canal foi criado em 1994 através de uma joint venture entre a agência Reuters, a Artear (Grupo Clarín), a Antena 3 e a Telemundo, conhecido apenas como Telenoticias. A CBS adquiriu o controle acionário do canal em 27 de março de 1996, decidindo expandir o sinal da emissora para toda a América Latina, além de criar um sinal em língua portuguesa para o Brasil.
A versão em português estreou em outubro de 1997 na grade de canais da DirecTV Brasil. Inicialmente, tinha cerca de 12 horas de programação em língua portuguesa, o restante da programação era coberta por programas jornalísticos da CBS. Com a entrada da versão em português, as operadoras NET e Multicanal, na época controladas pelo Grupo Globo, decidiram remover o canal de suas grades de programação para evitar competição com a GloboNews.
A partir do dia 15 de dezembro, o Jornal do SBT passa a ser produzido pela emissora, fruto de uma parceria com o SBT. O canal brasileiro também cedia conteúdo jornalístico à CBS, que em troca, oferecia seu conteúdo de volta. Eliakim Araújo e Leila Cordeiro apresentavam o telejornal em Miami, enquanto Hermano Henning ancorava o telejornal dos estúdios do SBT, localizado em Osasco. O canal possuía um acordo similar com a rede norte-americana Telemundo, onde o seu principal telejornal, o Noticiero Telemundo, também era produzido pela Telenoticias.
A TVA passou a incluir o canal no seu line-up a partir do dia 1 de fevereiro, em seu pacote básico.
Em março de 1998, o SBT passa a veicular durante a madrugada cinco horas da programação da CBS Telenotícias, conhecida como SINAL (Sistema de Notícias da América Latina). A Telenoticias também fechou parceiras para exibir conteúdos produzidos pela Band e pela TV Cultura, mas eles não poderiam ser exibidos no SBT.
Em 2000, o canal é vendido à rede Telemundo, na época controlada pela Sony Pictures Entertainment. A sucursal de notícias em língua portuguesa foi extinta devido a um acordo com a Rede Globo e a de língua espanhola foi substituída pela versão internacional do canal Telemundo.